# Brickelliastrum
Brickelliastrum, rod glavočika iz podtribusa Alomiinae, dio tribusa Eupatorieae. Raširen je od sjevernog Meksika do Arizone, Teksasa i Novog Meksika na sjever

## Opis roda
Brickelliastrum je mali rod koji su tako nazvali King i Robinson (1972.) i koji se ponekad stavljao u grupu s Brickellia ili Steviopsis. Broj kromosoma (x=10) i molekularni podaci (Schilling et al. 2013.) slažu se i pokazuju da se razlikuje od jednog od ovih. Unatoč općem izgledu Brickellia, članovi Brickelliastruma imaju cipsele koje imaju samo 5-7 rebara (naspram 10), lijevkaste vjenčiće i stil s neproširenom, golom bazom.
King i Robinson (1994.) predložili novu Brickelliastrum, ali je kasnije utvrđeno da je to ista vrsta koju je Turner (1990.) već nazvao pod rodom Steviopsis; ovo je zahtijevalo naknadni prijenos na Brickelliastrum, kao B. nesomii, ostavljajući Brickellia villarrealii u sinonimiji.
To su trajnice ili polugrmovi, 30-80 cm visoke (biljke nisu viskozne). Stabljike polegle do uspravne, dosta razgranate od baze.

## Vrste
1. Brickelliastrum fendleri (A.Gray) R.M.King & H.Rob.
2. Brickelliastrum nesomii (B.L.Turner) R.M.King & H.Rob.